# Empoasca vazquezae
Empoasca vazquezae är en insektsart som beskrevs av González 1955. Empoasca vazquezae ingår i släktet Empoasca och familjen dvärgstritar. Inga underarter finns listade i Catalogue of Life.